# La Mante
La Mante est une mini-série policière française en six épisodes de 52 minutes, créée par Alice Chegaray-Breugnot, Grégoire Demaison, Nicolas Jean et Laurent Vivier, diffusée sur TF1 depuis le 4 septembre 2017,,.
Cette série est également diffusée en Suisse depuis le 30 août 2017 sur RTS Un et en Belgique depuis le 3 septembre 2017 sur La Une. Elle est également disponible depuis le 13 octobre 2017 sur Netflix France.

## Synopsis
Jeanne Deber (Carole Bouquet), dite « La Mante », célèbre tueuse en série qui a terrorisé la France il y a plus de 25 ans, sort de l’isolement pour traquer son copycat.
Elle accepte de collaborer avec le commissaire Ferracci (Pascal Demolon), le policier qui l’avait arrêtée à l’époque, à une seule condition : n’avoir qu’un seul interlocuteur, Damien Carrot (Fred Testot), son fils devenu policier pour racheter ses crimes et qui refuse tout contact avec elle depuis son arrestation.

## Distribution
- Carole Bouquet : Jeanne Deber (née Carrot), dite « La Mante »
- Fred Testot : Damien Carrot
- Pascal Demolon : Commissaire Dominique Ferracci
- Manon Azem : Lucie Carrot
- Élodie Navarre : Szofia Kovacs
- Jacques Weber : Charles Carrot
- Serge Riaboukine : Sébastien Crozet
- Robinson Stévenin : Alex Crozet
- Frédérique Bel : Virginie Delorme
- Christophe Favre : Baptiste Séverin
- Adama Niane : Agent Stern
- Yannig Samot : Le procédurier Bertrand
- Steve Tran : Lieutenant Achille
- Julien Tortora : Lieutenant Gallieni
- Pierre Deny : Le préfet
- Julien Arnaud : lui-même
- Stéphane Bourgoin : lui-même
- Bruno Le Millin : Médecin UMD
- Marc Fayet : Médecin Legiste
- Cassiopée Mayance : Ninon
- Erwan Piriou : Hervé Dulac (le chanteur d'opéra)
- Maleaume Paquin : Damien Carrot enfant.

Principaux acteurs de la série
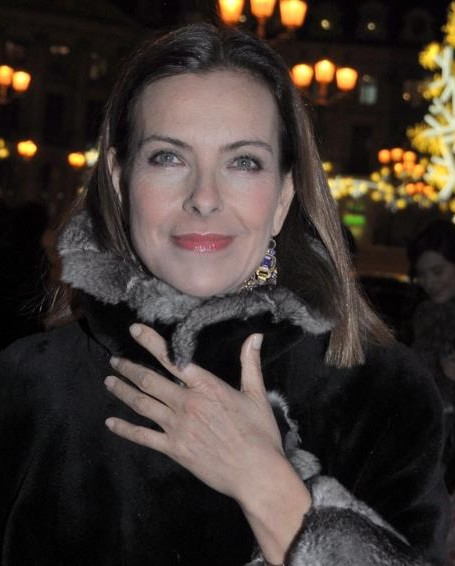
Carole Bouquet
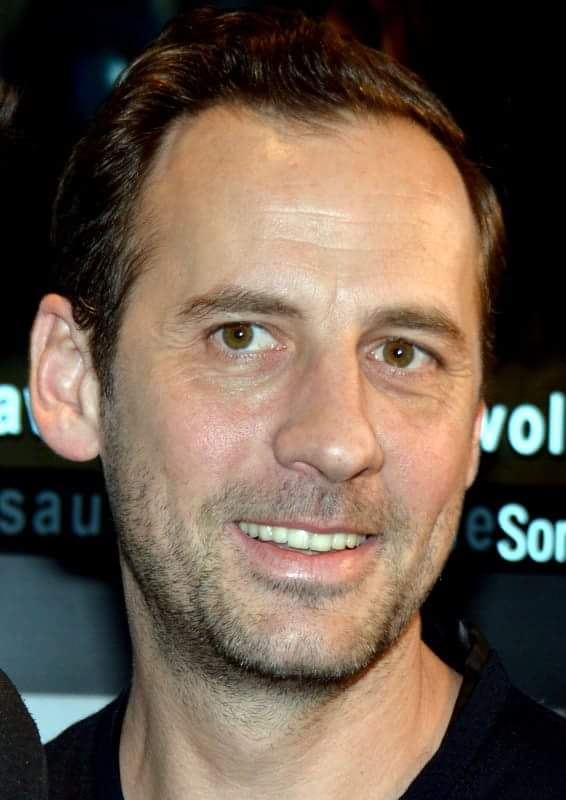
Fred Testot
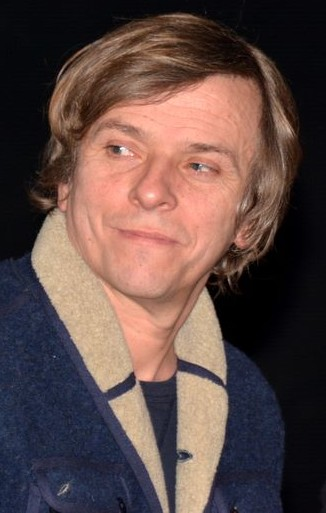
Pascal Demolon
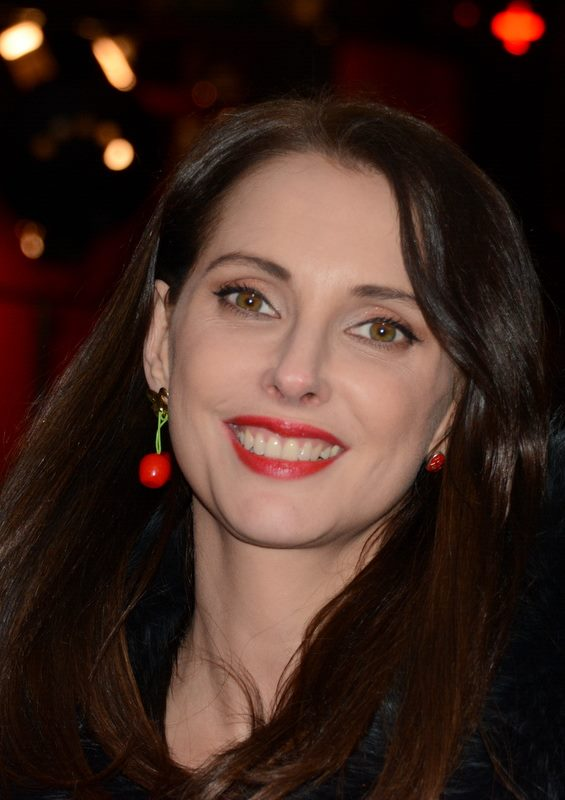
Frédérique Bel
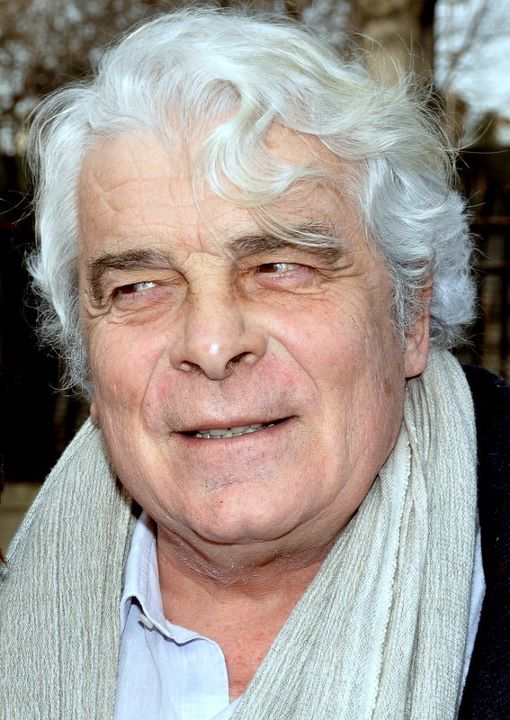
Jacques Weber
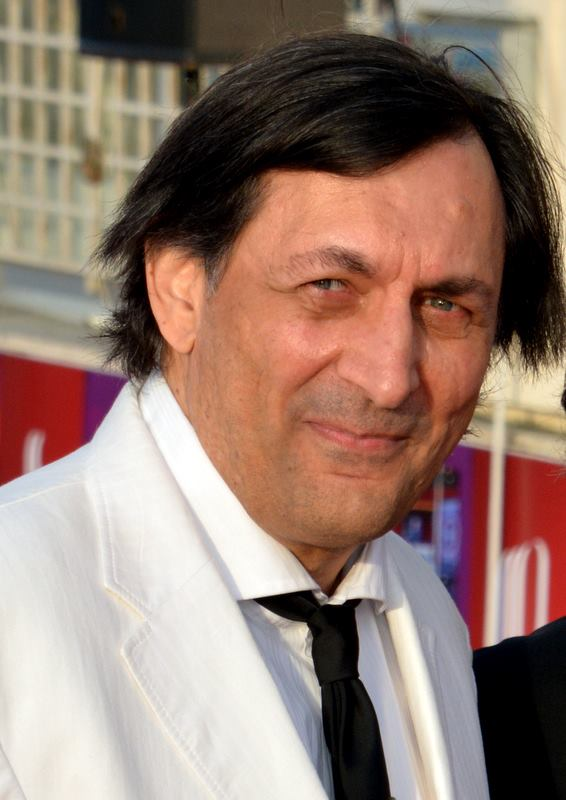
Serge Riaboukine
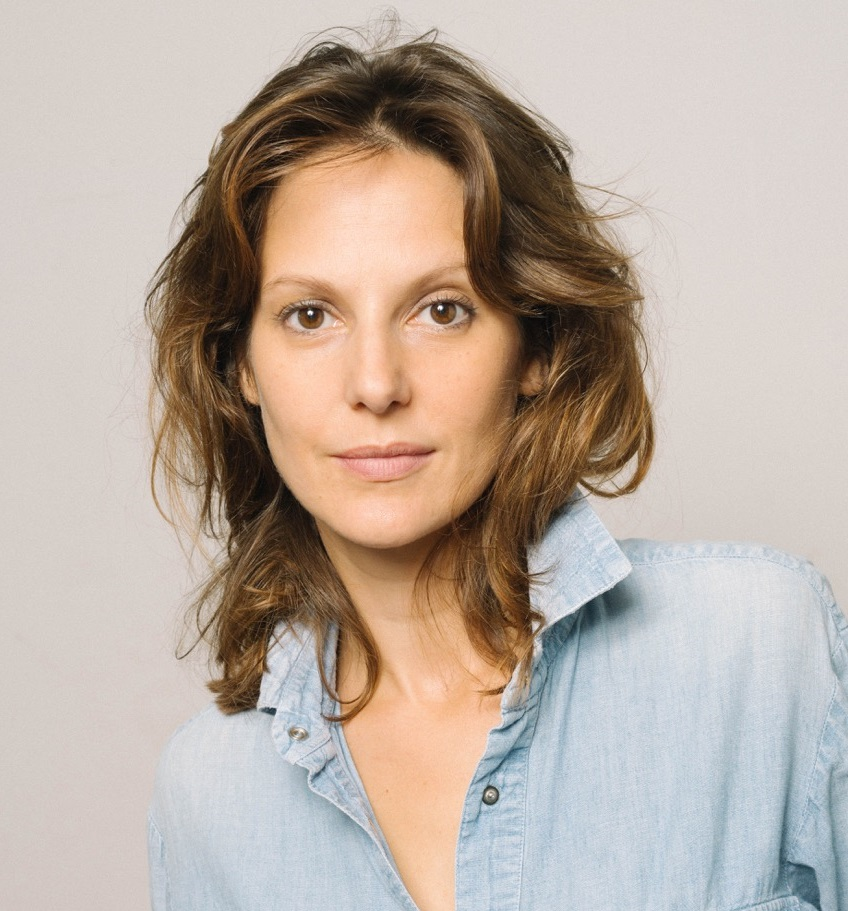
Élodie Navarre

## Fiche technique
- Titre original : La Mante
- Création : Alice Chegaray-Breugnot, Grégoire Demaison, Nicolas Jean et Laurent Vivier
- Réalisation : Alexandre Laurent
- Scénario : Alice Chegaray-Breugnot, Grégoire Demaison, Nicolas Jean et Laurent Vivier
- Adaptation et dialogues : Alice Chegaray-Breugnot, Alexandre Laurent et Laurent Vivier
- Musique : François Lietout
  - Chanson du générique : Le petit garçon de Claude François, interprétée par Irina Prieto Botella[6]
- Photographie : Jean-Philippe Gosselin
- Montage : Emmanuel Douce et Jean de Garrigues
- Production : Anthony Lancret et Pierre Laugier
- Producteur exécutif : Patrice Onfray
- Directeur de production :Stéphane Guéniche
- Sociétés de production : Septembre Productions (Jean Nainchrik), TF1 Productions
- Sociétés de distribution : AB International Distribution
- Pays :  France
- Langue : français
- Format : couleur
- Genre : policier
- Durée : 52 minutes
- Date de diffusion :
  - Suisse romande : 30 août 2017 sur RTS Un
  - Belgique : 3 septembre 2017 sur La Deux
  - France : 4 septembre 2017 sur TF1
- Limite d'âge : Déconseillé aux moins de 12 ans

## Production

### Développement
Cette série a été proposée par deux jeunes producteurs, Pierre Laugier et Anthony Lancret qui ont exposé leur idée de scénario à Marie Guillaumond, directrice artistique de la fiction française de TF1.
Alexandre Laurent, déjà connu sur TF1, pour avoir tourné des épisodes de la série Profilage, ainsi que pour la mini série Le Secret d'Élise, cette dernière se présentant déjà sous ce format de six épisodes de 52 minutes, a été choisi pour réaliser cette série.

### Attribution des rôles
Les victimes de La Mante ont été choisies par annonce : un site spécialisé dans la figuration présente le profil-type des victimes : 
« 
Pour le tournage de la série La Mante, nous sommes à la recherche de deux silhouettes "homme" ayant des forts gabarits (gros ventre), des personnes bien portantes en surpoids.
 »
L'annonce explique également qu'il n'y aura aucune scène de tournage pour présenter ces scènes de crime. Seules des photos des victimes, prises en gros plan, seront diffusées durant la série.

### Tournage

#### Date de tournage
Le tournage de la série a débuté le 5 septembre 2016.

#### Lieux de tournage

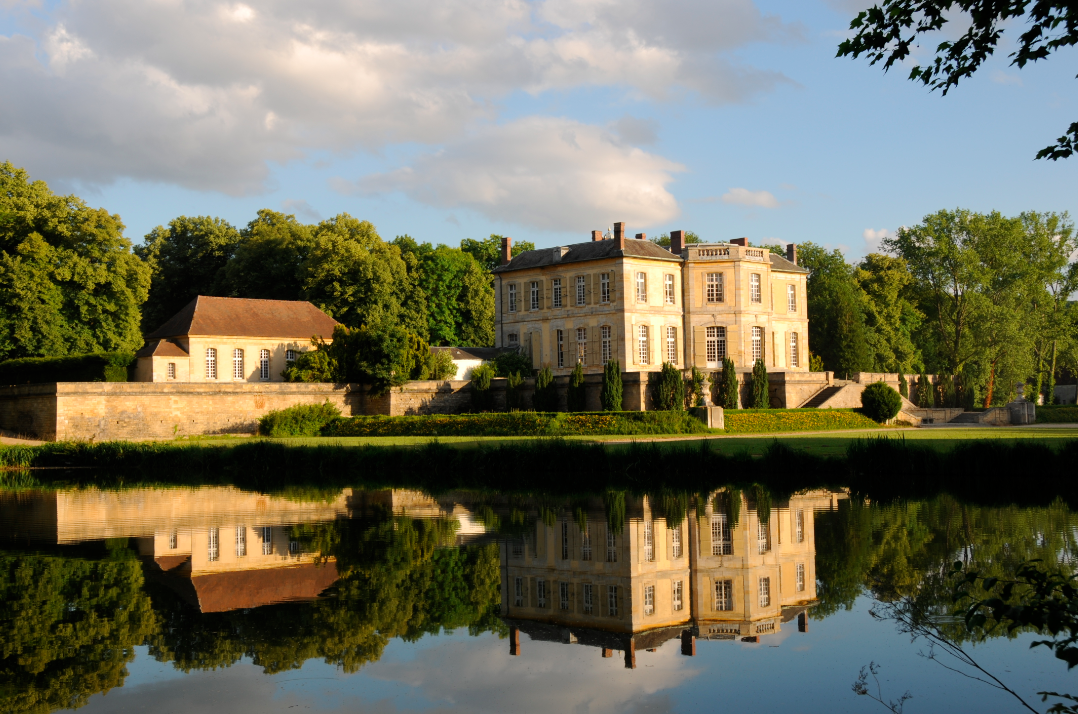
Pour les besoins du tournage la demeure de « La Mante » est le château de Villette, à Condécourt.

- La maison de Damien Carrot

La petite maison et sa petite cour pavée, où demeure le personnage joué par Fred Testot, est située boulevard Jean-Jaurès à Clichy-la-Garenne. L'appartement où Fred Testot rentre avec son scooter au début du premier épisode se situe à Arcueil, rue Jeanne-d'Arc.
- La résidence de détention de Jeanne Deber

Transféré de sa prison pour les besoins de l’enquête, le personnage joué par Carole Bouquet se retrouve dans un château. Il s'agit de celui de Villette à Condécourt. Situé dans le Val-d'Oise, cet ensemble architectural conçu par François Mansart a été rénové en 2011 et a reçu la visite d'autres équipes de tournages dont celle du film Da Vinci Code en 2006.

## Erreur dans le scénario
Au contraire de ce qui est avancé dans le premier épisode, la « perpétuité incompressible » ne peut être appliquée dans le cas de Jeanne Deber, car ses actes criminels ne sont pas liés à un crime terroriste, à l'assassinat d'un policier (ou d'un magistrat) dans l'exercice de ses fonctions ou au meurtre d'un mineur de moins de quinze ans. Par conséquent, elle n'aurait dû subir qu'une période de sûreté maximum de 22 ans, mais cela impliquait de revoir le scénario du film qui base l'intrigue sur une séparation de 25 ans entre la mère et le fils.
De même, un thérapeute est tenu au secret professionnel. Mais cela ne supplante pas son devoir de citoyen. Donc si un patient lui parle d'un crime ou d'un délit, il se doit d'en avertir la police. 
Par conséquent, si le psychologue en a une trace de tels éléments dans son dossier patient comme c'est le cas dans l'épisode 4 puis dans l'épisode 6, il est impossible qu'il n'ait fait remonter ces informations à l'époque.

## Accueil

### Audiences en France
| Épisode | Jour de diffusion       | Audience moyenne          | Audience moyenne | Réf.   |
| Épisode | Jour de diffusion       | Nombre de téléspectateurs | PDM              | Réf.   |
| ------- | ----------------------- | ------------------------- | ---------------- | ------ |
| 1       | Lundi 4 septembre 2017  | 5 676 000                 | 22,4 %           | [ 13 ] |
| 2       | Lundi 4 septembre 2017  | 4 950 000                 | 23,8 %           | [ 13 ] |
| 3       | Lundi 11 septembre 2017 | 4 730 000                 | 20,1 %           | [ 14 ] |
| 4       | Lundi 11 septembre 2017 | 4 110 000                 | 22,7 %           | [ 14 ] |
| 5       | Lundi 18 septembre 2017 | 5 008 000                 | 19,8 %           | [ 15 ] |
| 6       | Lundi 18 septembre 2017 | 4 680 000                 | 22,6 %           | [ 15 ] |